# ديوس (مدينة)
ديوس أو ديوز هي مدينة فرنسية ليسب بعيدة عن الحدود الألمانية.

## مشاهير المدينة
ديوس هي مسقط رأس الشخصيات التالية:
- شارل آرميت، عالم رياضيات.
- إدمون فرانسوا فالنتين آبو، روائي, publicist and صحفي.
- Émile Friant، رسام.
- غوستاف شاربنتييه، مؤلف موسيقى.
- Count Karl Ludwig von Ficquelmont، Austrian statesman and general.